# 印戒细胞癌
印戒细胞癌（Signet ring cell carcinoma，SRCC），又称黏液细胞癌（mucinous cell carcinoma，MCC）是上皮组织的恶性肿瘤，组织学外观特点是可以见到印戒细胞。
它是腺癌的一种表现形式，最常见于消化系统，此外呼吸和泌尿生殖系统等也常有发生，乳腺的发生较罕见。
印戒细胞癌早期诊治预后较好，而进展期极富浸润性和高转移率，患者生存率明显降低，预后不良。

## 组织学的形态
储存有粘液的小细胞的巨大细胞核靠边缘排列。因此，癌细胞看起来像印章戒指一样，所以被叫做“印戒细胞癌”。

## 照片

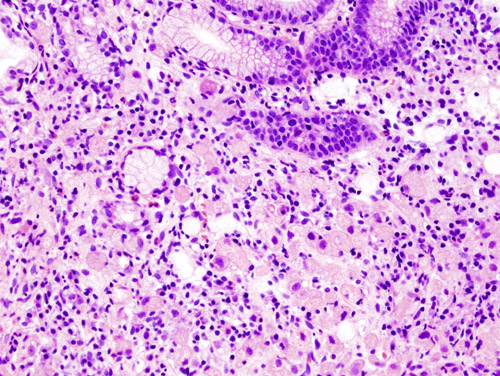
胃印戒细胞癌（苏木精-伊红染色）

## 外部連結
- Signet ring cell cancer information （页面存档备份，存于）
- What is a signet cell cancer （页面存档备份，存于）